# 納什峰
納什峰（英語：Nash Peak），是南極洲的山峰，位於羅斯島西北部，處於伯德山以北2.6公里，海拔高度超過1,600米，由新西蘭地理委員會命名，現時由南極條約體系管理。